# Spaceport Liseberg

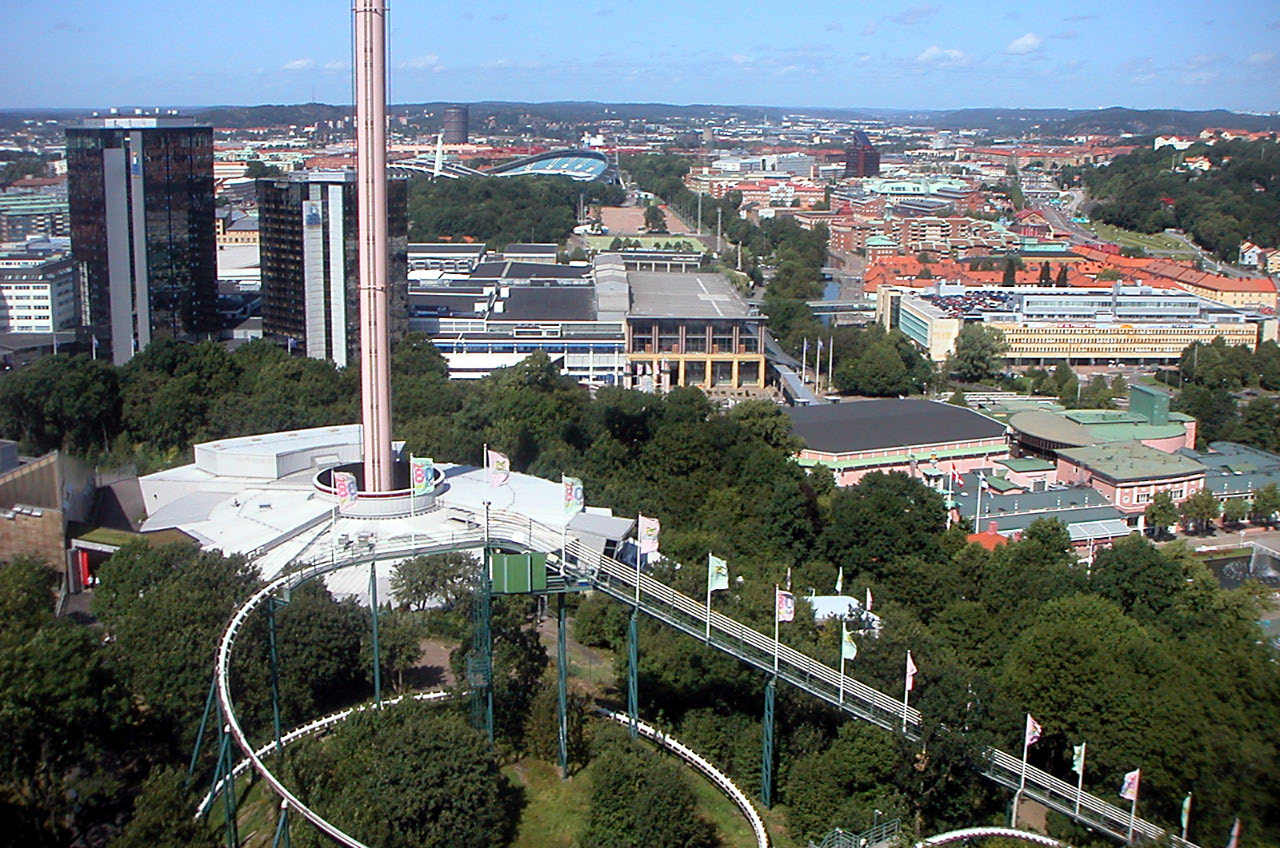
Spaceport Liseberg.

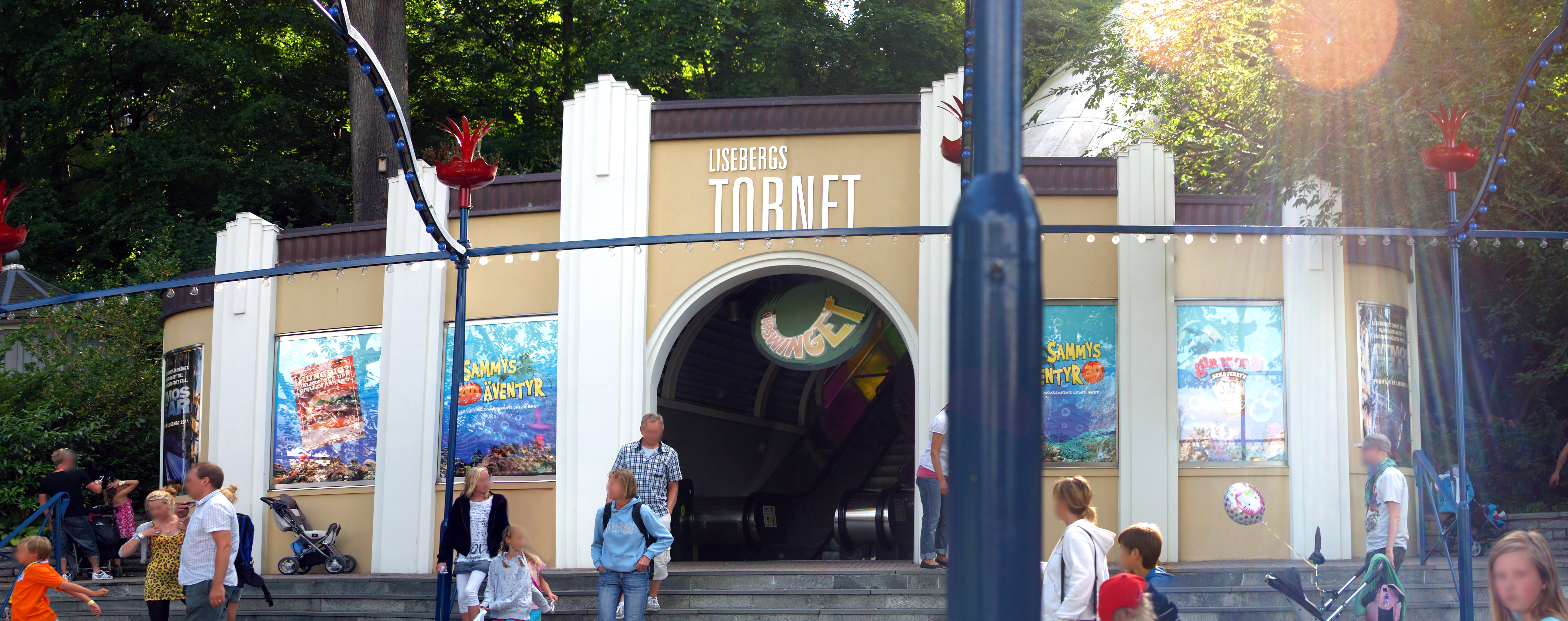
Huvudgatans entré till rulltrappan upp mot Spaceport Liseberg, så som den såg ut sommaren 2010 innan den byggdes om för Atmosfear.

Spaceport Liseberg är det ursprungliga namnet på den futuristiska anläggning som finns på toppen av berget inne på Liseberg i Göteborg. Anläggningen invigdes den 14 april 1990 och var då Lisebergs dittills mest påkostade byggprojekt med en kostnad på 110 miljoner kronor.
Anläggningen hade från början ett rymdtema som under årens lopp tonades ner allt mer; Så även användandet av namnet Spaceport Liseberg som inte längre är ett officiellt namn. Efter att 3D-biografen Maxxima invigdes, använde många som jobbar på Liseberg det namnet för hela anläggningen.. Sedan 2012 är Maxxima stängt och byggnaden huserar istället åkattraktionen Atmosfear och, från 2014, även Helix.

## Åkattraktionerna i biografen och tornet
Mellan invigningsåret 1990 och år 2000 kunde man åka Simulatour som var en biograf med stolar som rörde sig synkront med filmen på bioduken. Simulatour ersattes 2001 av 3D-biografen Maxxima i samband med att anläggningen byggdes ihop med det då nybyggda vetenskapscentret Universeum vid Korsvägen. Då gick det att få inträde från Universeum-sidan till Liseberg. Sedan säsongen 2006 är passagen till Universeum stängd för besökarna. Efter 2012 års säsong, stängdes biografen Maxxima för att istället bli stationsbyggnad till berg- och dalbanan Helix som hade premiär den 26 april 2014.
Lisebergstornet fungerade som ett utsiktstorn mellan 1990 och 2010. Under första säsongen kallades tornet för UFO 23. Lisebergstornet stängdes i maj 2010 och byggdes om till den nya åkattraktionen Atmosfear som är av typen fritt fall. Atmosfear hade premiär i april 2011.

## Rulltrappan upp
För att komma upp till anläggningen nerifrån huvudgatan inne på Liseberg kan man åka rulltrappa som går mellan träden på bergssluttingen. Under de första åren möttes man i rulltrappan av en mansröst som berättade om besöksmålen uppe i Spaceport Liseberg, samt av kaninsången "Heidi, hej, kolla vilken grej. Heidi, hej, här är det okej. Vi kom hit från rymden, hit till Liseberg...". Kaninsången var en försmak av kaninberättelsen som vid den tiden var en del av åkattraktionen Lisebergstornet.

## Övrigt
Förutom åkattraktionerna fanns här även hamburgerrestaurangen Stardust - Stjärnornas krog, shopen Orion, varuspel, tv-spel och olika tekniska prylar med rymd- och tekniktema. Orion och de tekniska prylarna finns inte kvar i dag. Och år 2001 ersattes Stardust av en Burger King-restaurang, då Liseberg frångick sin då tidigare policy om att inte sluta avtal med och ta in stora kedjor i parken.